# Gmina miejska Slovenj Gradec
Gmina miejska Slovenj Gradec (słoweń.: Mestna občina Slovenj Gradec) – gmina w Słowenii. W 2002 roku liczyła 17 000 mieszkańców.

## Miejscowości
Miejscowości wchodzące w skład miejskiej Slovenj Gradec:

- Brda
- Gmajna
- Golavabuka
- Gradišče
- Graška Gora
- Legen
- Mislinjska Dobrava
- Pameče
- Podgorje
- Raduše
- Sele
- Slovenj Gradec – siedziba gminy
- Spodnji Razbor
- Stari trg
- Šmartno pri Slovenj Gradcu
- Šmiklavž
- Tomaška vas
- Troblje
- Turiška vas
- Vodriž
- Vrhe
- Zgornji Razbor